# شلل العصب الوجهي
اللَّقْوَة أو اللُّقَاء أو شَلَل العَصَبِ الوَجْهِيِّ أو الشَّلَل الوَجْهِيّ (بالإنجليزية: Facial nerve paralysis)‏ من المشكلات الشائعة التي يحدث فيها شلل لأي عضو يستمد امداده العصبي من العصب الوجهي. نتيجه لطول مسار العصب الوجهي وتعرجه، لذلك توجد العديد من الأسباب التي قد تؤدي لشلل العصب الوجهي. من أشهر تلك الأسباب هو شلل بيل.

## التصنيف

ويمكن تقسيم شلل العصب الوجهي إلى آفات (فوق النوى وتحت النوى)

### آفات النوى وفوق النوى
يمكن أن يكون سبب الشلل الوجهي المركزي هو حدوث سكتة دماغية جوبية والتي قد تؤثر على ألياف الكبسولة الداخلية الذاهبة إلى النواة. نواة الوجه في حد ذاتها يمكن أن تتأثر باحتشاءات الشرايين الجسرية.

### آفات تحت النواة
آفات تحت النواة تشير إلى غالبية أسباب شلل الوجه.

## الأسباب

### شلل بيل أو شلل الوجه النصفي
شلل بيل هو السبب الأشهر على الإطلاق لشلل العصب الوجهي الحاد. لا يوجد سبب محدد معروف لشلل بيل، على الرغم من ارتباط حدوثه عند الإصابة ب فيروس الهربس البسيط. يتطور شلل بل على مدار أيام وقد يستمر لعدة أشهر، وفي معظم الحالات يتعافى تلقائياً. يتم تشخيصه عادة بناءً على الأعراض السريرية، عند عدم وجود أي عوامل خطر، وفي غياب وجود حويصلات في الأذن، وعدم وجود أي علامات عصبية أثناء الفحص الطبي العصبي. قد يتأخر التعافي في المرضى كبار السن، أو في الأشخاص المصابين بالشلل التام. ويتم علاج شلل بل في الغالب بالستيرويدات.

### العدوى
- إعادة تنشيط فيروس الهربس النطاقي، هو أحد الأسباب المباشرة لشلل العصب الوجهي. عند استنشاط الفيروس الخامل في عقدة الجذر الظَّهْرانِيّ للعصب الوجهي يُصاحب هذا بنمو حويصلات في قناة الأذن، وحينها تسمى الحالة بمتلازمة رامسي-هانت النوع الثاني.[11] تشمل الأعراض آلام بالأذن وحويصلات، صمم عصبي حسي ودوار. يتضمن العلاج دواء مضاد للفيروسات وستيرويد عن طريق الفم.
- التهاب الأذن الوسطى
- داء لايم

### أسباب أخرى
- الداء السكري
- متلازمة موبيوس

## العلامات والأعراض
- ضعف خفيف في العضلات الوجهية إلى أن يصبح شللاً تاماً في أحد نصفي الوجه (يظهر خلال ساعات لأيام) مما يسبب صعوبة في الابتسام أو إطباق الجفن في الطرف المصاب.
- تدلي الوجه وصعوبة إظهار التعابير الوجهية.
- احتداد السمع (ارتفاع الحساسية تجاه الصوت العالي في الطرف المصاب)
- نقصان حاسة التذوق.
- قلة في إفراز اللعاب والدموع التي تنتج من النصف المصاب.

العلامات الأخرى تكون مرتبطة بالسبب الذي أدى للشلل مثل: ظهور حويصلات في الأذن عندما يكون الهربس النطاقي أو الحزام الناري هو سبب الشلل الوجهي. قد يسبق طهور الأعراض ألم حاد في الوجه مصدره الأذن. :2585
- في حالات نادرة قد يصيب شلل بل كلا العصبين الوجهيين في نصفي الوجه.
- ضرر (قد يكون دائم) للعصب الوجهي.
- نمو تعويضي شاذ للألياف العصبية، مما يسبب حدوث تقلص لا إرادي لعضلات معينة أثناء محاولة المريض تحريك عضلات أخرى (حركات مترابطة)، كمثال إغلاق العين في الجهة المصابة أثناء محاولة المريض أن يبتسم.
- عمى جزئي أو كلي يصيب العين التي لا ينطبق جفناها.

## وصلات خارجية
- شلل العصب الوجهي على مشروع الدليل المفتوح